# Карлинг, Сэм
Сэм Карлинг (англ. Sam Carling; род. в 2002 году, Дарем, Англия) — британский политик, являющийся членом парламента от Северо-Западного Кембриджшира с 2024 года. Член Лейбористской партии, представляет Уэст-Честертон в Городском совете Кембриджа с 2022 года. С момента избрания в парламент в июле 2024 года стал самым молодым депутатом и первым депутатом, родившимся в XXI веке.

## Образование
Карлинг родом из Бишоп-Окленда, где окончил школу Уольсингем, сдав экзамены на аттестат об общем среднем образовании (GCSE). Затем он учился в Барнард-Касл в старших классах — независимой школе-интернате в графстве Дарем, где он получил пять оценок A* по экзаменам на уровень A и диплом EPQ. Затем он изучал естественные науки в Колледже Христа Кембриджского университета, который окончил с отличием в 2023 году. Будучи биомедицинским учёным, он продолжил обучение в Колледже Христа в качестве аспиранта, изучая философию на степень магистра (MPhil).

## Политическая карьера
Карлинг является членом Лейбористской партии и служил сопредседателем Лейбористского клуба Кембриджского университета. В 2022 году, будучи ещё студентом, он был избран в Городской совет Кембриджа, представляя Уэст-Честертон, и был переизбран в мае 2024 года. Он занимал должность исполнительного советника по открытым пространствам и городским услугам, а также был членом Комитета по навыкам Объединённого управления Кембриджшира и Питерборо.
На всеобщих парламентских выборах в Соединённом Королевстве в июле 2024 года Карлинг баллотировался в палату общин как кандидат-лейборист по округу Северо-Западный Кембриджшир, делая упор в своей кампании на общественные услуги. Он победил действующего депутата-консерватора Шайлеша Вару с перевесом в 39 голосов, что было подтверждено пересчётом. Это место принадлежало Консервативной партии с момента его создания в 1997 году. Избранный в возрасте 22 лет, Карлинг является самым молодым членом парламента, потенциальным «Младенцем Палаты», и первым, кто родился в XXI веке.